# Вища школа підприємництва та адміністрації в Любліні
Вища школа підприємництва та адміністрації в Любліні (пол. Wyższa Szkoła Przedsiębiorczości i Administracji w Lublinie) – польський приватний вищий навчальний заклад, який знаходиться в Любліні.

## Характеристика
Вища школа підприємництва та адміністрації була заснована в Любліні 18 серпня 1998 року рішенням міністра освіти Польщі. ВНЗ занесений до Реєстру недержавних університетів Польщі під номером 144. Сьогодні школа навчає студентів першого та другого ступеня навчання та в аспірантурі. З вересня 2010 року в школі функціонує два факультети: факультет технічних наук та факультет соціально-гуманітарних наук, які здійснюють підготовку за 12 спеціальностями першого та другого рівнів вищої освіти.

## Програми навчання
- Факультет технічних наук: архітектура, просторова економіка, інформатика, транспорт, дизайн інтер’єру.
- Факультет соціально-гуманітарних наук: адміністрування, журналістика та соціальні комунікації, фінанси та бухгалтерський облік, соціальна робота, соціологія, міжнародні відносини, менеджмент.